# Eparchia machaczkalska
Eparchia machaczkalska – jedna z eparchii Rosyjskiego Kościoła Prawosławnego. 27 stycznia 2013 jej pierwszym ordynariuszem został biskup Warłaam (Ponomariow). Funkcje katedry pełni sobór Zaśnięcia Matki Bożej w Machaczkale.
Erygowana decyzją Świętego Synodu Rosyjskiego Kościoła Prawosławnego z 26 grudnia 2012. Została wydzielona z eparchii władykaukaskiej. Podlegają jej parafie i klasztory na terenie Republik Dagestanu, Czeczenii i Inguszetii.